# پکیول
پکیول (به انگلیسی: Paquetville) یک منطقهٔ مسکونی در کانادا است که در  منطقه گلاوستر، نیوبرانزویک واقع شده‌است. پکیول ۷۰۶ نفر جمعیت دارد.